# Liste der Einträge im National Register of Historic Places im Harrison County (Texas)
Die Liste der Registered Historic Places im Harrison County führt alle Bauwerke und historischen Stätten im texanischen Harrison County auf, die in das National Register of Historic Places aufgenommen wurden.

## Aktuelle Einträge
| Lfd. Nr. | Name im NRHP                | Bild | Datum der Eintragung | Adresse/Lage                                                  | Ort        | NRHP-ID  | Beschreibung |
| -------- | --------------------------- | ---- | -------------------- | ------------------------------------------------------------- | ---------- | -------- | ------------ |
| 1        | Arnot House                 |      | 27. Juli 1979        | 306 W. Houston St                                             | Marshall   | 79002970 |              |
| 2        | Dial-Williamson House       |      | 2. März 1979         | 3 mi.(4.8 km) W of Marshall on Old Longview Rd.               | Marshall   | 79002971 |              |
| 3        | Edgemont                    |      | 22. Sep. 1977        | W of Marshall                                                 | Marshall   | 77001449 |              |
| 4        | First Methodist Church      |      | 16. Juli 1980        | 300 E. Houston St.                                            | Marshall   | 80004133 |              |
| 5        | Fry-Barry House             |      | 21. Nov. 1978        | 314 W. Austin                                                 | Marshall   | 78002950 |              |
| 6        | Ginocchio Historic District |      | 31. Dez. 1974        | Bounded by Grand Ave., and N. Franklin, Willow, and Lake Sts. | Marshall   | 74002076 |              |
| 7        | Hagerty House               |      | 13. Sep. 1978        | 505 E. Rusk St.                                               | Marshall   | 78002951 |              |
| 8        | Harrison County Courthouse  |      | 16. Aug. 1977        | Public Square                                                 | Marshall   | 77001450 |              |
| 9        | Hochwald House              |      | 14. Juli 1983        | 211 W. Grand Ave.                                             | Marshall   | 83004487 |              |
| 10       | James Turner House          |      | 7. Nov. 1979         | 406 W. Washington Ave.                                        | Marshall   | 79002974 |              |
| 11       | John R. Stinson House       |      | 7. Nov. 1979         | 313 W. Austin St.                                             | Marshall   | 79002973 |              |
| 12       | Locust Grove                |      | 20. Juni 1979        | Off TX 134                                                    | Jonesville | 79002969 |              |
| 13       | Marshall Arsenal, CSA       |      | 1. Juli 1976         | Address Restricted                                            | Marshall   | 76002040 |              |
| 14       | Marshall US Post Office     |      | 25. Apr. 2001        | 100 E. Houston St.                                            | Marshall   | 01000435 |              |
| 15       | Mimosa Hall                 |      | 2. Nov. 1978         | S of Leigh off SR 134                                         | Leigh      | 78002949 |              |
| 16       | Old Pierce House            |      | 13. Apr. 1973        | 303 N. Columbus St.                                           | Marshall   | 73001965 |              |
| 17       | Starr House                 |      | 11. Dez. 1979        | 407 W. Travis St.                                             | Marshall   | 79002972 |              |
| 18       | Todd-McKay-Wheat House      |      | 12. Jan. 2004        | 506 W. Burleson St.                                           | Marshall   | 04000101 |              |
| 19       | Weisman-Hirsch House        |      | 7. Juli 1983         | 313 S. Washington St.                                         | Marshall   | 83004488 |              |